# Цент с изображением Линкольна
Цент с изображением Линкольна — монеты США номиналом в 1 цент, которые начали чеканить с 1909 года, 100-летней годовщины со дня рождения Линкольна. За всё время было выпущено более 430 миллиардов экземпляров.
Дизайн монеты за более чем 100-летнюю историю несколько раз менялся. Наиболее существенные изменения произвели в 1959 (году 150-летия Линкольна), 2009 (200-летия) и 2010 годах. В 1959 году на реверсе монеты был изображён мемориал Линкольну, в 2009 году выпущено 4 типа монет с изображением периодов жизни бывшего американского президента. С 2010 года на монетах изображается щит, символизирующий сохранение США единым и объединённым государством.
Самым дорогим из центов с изображением Линкольна является уникальный экземпляр 1943 года, по ошибке отчеканенный из бронзы на монетном дворе Денвера. В сентябре 2010 года он был продан за $1,7 млн.

## Предпосылки создания
В 1904 году президент Теодор Рузвельт написал письмо министру финансов Лесли Шоу, в котором жаловался на недостаточную художественную и эстетическую привлекательность американских монет. В этом же письме он предлагал привлечь к разработке новых дизайнов американских монет знаменитого скульптора Огастеса Сент-Годенса. Следуя пожеланиям президента, монетный двор предложил Сент-Годенсу заняться работой над 5 монетами — номиналом 1 цент, $20, $10, $5 и $2,5. Так как данные монеты находились в обращении без изменений более 25 лет, то разработка нового дизайна не требовала согласия Конгресса. Цент с изображением индейца находился в обращении с 1859 года.
Сент-Годенс первоначально предполагал разместить на одноцентовой монете изображение летящего орла, однако по требованию Рузвельта поместил изображение летящего орла на $20 золотой монете. По закону, официальный символ США — белоголовый орлан — мог быть изображён лишь на серебряных монетах номиналом более 10 центов и золотых — более 3 долларов. В 1907 году состояние здоровья скульптора стало резко ухудшаться. Он мог проводить за работой весьма незначительное время. В феврале он направил Рузвельту макет изображения аверса цента, на котором был изображён бюст женщины, символизирующей Свободу. Рузвельт предложил добавить национальный индейский головной убор. В мае 1907 года Рузвельт распорядился поместить данное изображение на монеты номиналом $5 и $10. Состояние Сент-Годенса ухудшалось. 3 августа 1907 года он умер, не успев создать дизайн для одноцентовой монеты.
После изменения дизайнов 4 золотых монет, Рузвельт вновь обратил внимание на одноцентовую. США готовились к празднованию столетия со дня рождения президента Линкольна в феврале 1909 года. В министерство финансов от граждан поступало множество писем с просьбой выпустить монеты с изображением Линкольна. В то же время это было нарушением американской нумизматической традиции; до 1909 года монеты для обихода не содержали изображений живших ранее людей. На них помещали лишь изображения женщин, символизировавших Свободу. Изменение дизайна монет, которые находились в обращении менее 25 лет, требовало обязательного одобрения Конгресса. Таким образом, Рузвельт самолично мог изменить лишь монету номиналом в один цент.
В конце 1908 года Рузвельт встретился со скульптором Виктором Давидом Бреннером, который создал медаль зоны Панамского канала. Детали разговора между ними остались неизвестны. Предполагается, что речь шла о производстве новой монеты. В 1907 году Рузвельт положительно оценил мемориальную доску Линкольна, созданную скульптором. В январе 1909 года директор монетного двора Фрак Лич официально обратился к Бреннеру с просьбой подготовить дизайн новой монеты. В своих письмах Бреннер отмечал, что предложенное им изображение Линкольна действующему на тот момент президенту Рузвельту понравилось.

## Создание

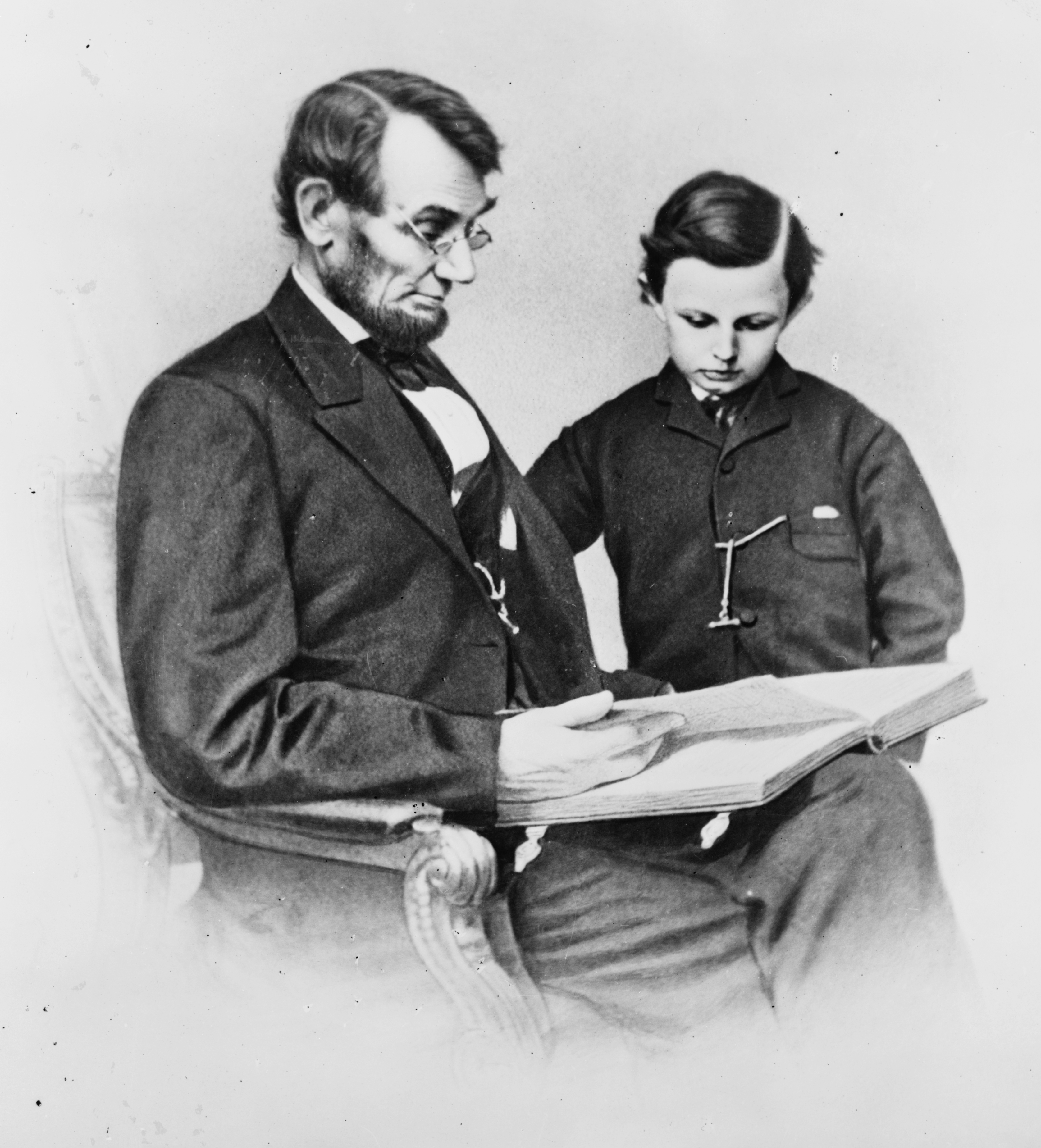
Фотография Линкольна с сыном Тедом, 1864 год. Является прототипом изображения на монете

Дизайн аверса, созданный Бреннером, весьма схож с изображением на памятной доске, сделанной им в 1907 году для мануфактуры Горхема. По всей видимости, профиль Линкольна на монете сделан на основании фотографии одного из помощников знаменитого американского фотографа Мэттью Брэди 1864 года. В письме от 1 апреля 1909 года Бреннер отмечает, что при подготовке изображения он представлял себе образ Линкольна, читающего книгу ребёнку. Это дало основания предполагать, что именно эта фотография стала прототипом дизайна на монете.
В начале 1909 года Бреннер предоставил пробные образцы монеты с изображением Линкольна на аверсе. Реверс напоминал изображение на французских серебряных монетах того времени и содержал ветку дерева. Также Бреннер предложил эскизы 50-центовой монеты с изображением Линкольна на одной стороне и Свободы, которая также была сходной со своим французским аналогом, на другой. 2 февраля 1909 года директор монетного двора Лич в письме сообщил, что изменения на полудолларовой монете невозможны без согласования и разрешения Конгресса. К 9 февраля Лич обнаружил источник изображения ветки дерева на реверсе монеты. Не вступая в открытую конфронтацию с Бреннером, Лич написал, что изображение, представленное на реверсе, неприемлемо. Также он попросил подготовить простое изображение, учитывая малую номинальную стоимость монеты, с включением обязательных надписи «UNITED STATES OF AMERICA» и девиза «E pluribus unum». Бреннер работал быстро и вскоре, 17 февраля, предоставил эскизы новой монеты. На ней бюст Линкольна был несколько больше первоначального. Также не был включён девиз «In God We Trust». На реверсе монеты было изображено 2 колоска твёрдой пшеницы. Изображения были показаны Рузвельту, который их и одобрил. При этом он внёс одно исправление — надпись «VNITED STATES OF AMERICA» заменил на «UNITED STATES OF AMERICA». Осмотрев предполагаемый дизайн, Лич отметил наличие на аверсе имени и фамилии скульптора Бреннера, о недопустимости чего и написал ему в письме. Бреннер согласился, ответив, что инициалы следует перенести на реверс монеты.
4 марта 1909 года, в тот день, когда Рузвельт покинул свой пост, передав его Уильяму Тафту, Бреннер встретился с главным гравёром Чарльзом Барбером в Филадельфии. После разговора Барбер написал письмо Личу, указывая на то, что дизайн Бреннера должен быть модифицирован для того, чтобы стать приемлемым для массовой чеканки монет. 15 марта Бреннер в письме к Личу пожаловался на то, что Барбер не спешит с производством новых монет. Бреннер также выразил неудовольствие, что при подготовке эскизов некоторые из первоначальных деталей были утеряны. Барбер был уязвлён критикой. Такие же упрёки в его адрес звучали несколько ранее при подготовке золотой 20-долларовой монеты. Медальерной компанией Нью-Йорка были подготовлены штемпеля, которые Барбер направил Бреннеру для ретуширования.
Были подготовлены первые экземпляры пробных монет. Барбер и Лич остались ими недовольны. 22 мая, Лич писал Бреннеру:

Я хочу уведомить Вас в том, что не удовлетворён первыми экземплярами цента с Линкольном. Я отметил, что Вы не сместили изображение таким образом, чтобы голова находилась в центре монеты … Я попросил Барбера выполнить данные изменения. Так как над изображением осталось достаточно свободного места, мы решили, что было бы лучше поместить в нём девиз «In God We Trust». Это изменение значительно улучшит монету.
Оригинальный текст (англ.)I have to inform you that I was not satisfied with the first proof of the Lincoln cent. I found that you had not dropped the Lincoln portrait down so that the head would come nearer the center of the coin ... Therefore I had Mr. Barber make me a proof of this change, and as this left so much blank space over the top we concluded that it would be better to put on the motto, "In God We Trust". This change has made a marked improvement in the appearance of the coin.

26 мая экземпляры новой монеты, содержащие и не содержащие девиз «In God We Trust», были показаны президенту Тафту. Тафт выбрал монету с девизом. 14 июля выпуск новой монеты был формально утверждён секретарём министерства финансов Франклином Маквеем. В обиход монета должна была попасть 2 августа 1909 года.

## Выпуск

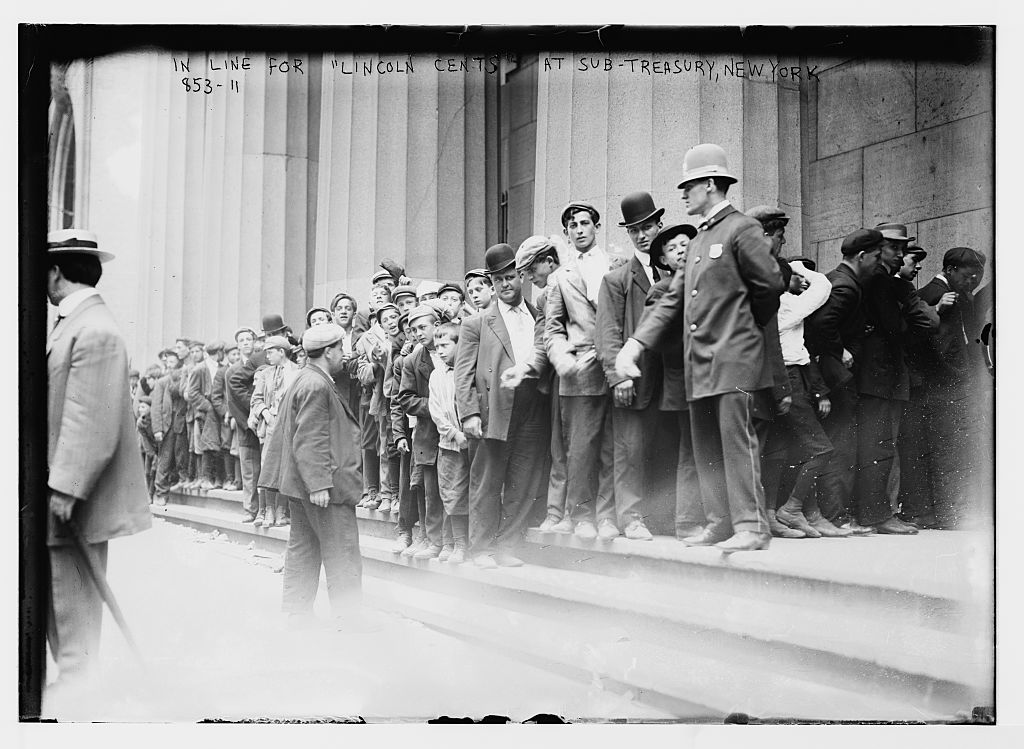
Очередь за новыми монетами. Август 1909 года

Монетный двор Филадельфии отчеканил около 20 миллионов новых монет до того, как дизайн был официально утверждён Маквеем. Штемпеля для монетного двора Сан-Франциско были изготовлены в Филадельфии и отправлены 22 июня.
Интерес к новым центам в обществе был достаточно велик. Его подогревал также запрет на печатание изображений монет в газетах. Интерес к Линкольну после празднования его столетия в США не прошёл. В обществе было много спекуляций и мнений о дизайне новой монеты. Монетный двор решил единовременно распространить их 2 августа в разных частях государства. В различные отделы казначейства было направлено большое количество новых монет.
Утром 2 августа 1909 года перед отделениями казначейства в различных частях США выстроились большие очереди. Вначале людям было позволено покупать неограниченное количество монет. Потом начали выдавать не более 100 монет в одни руки, а в Филадельфии только 2. Монеты перепродавались на вторичном рынке за 5-25 центов за один экземпляр. Многие получили выгоду от их перепродажи.

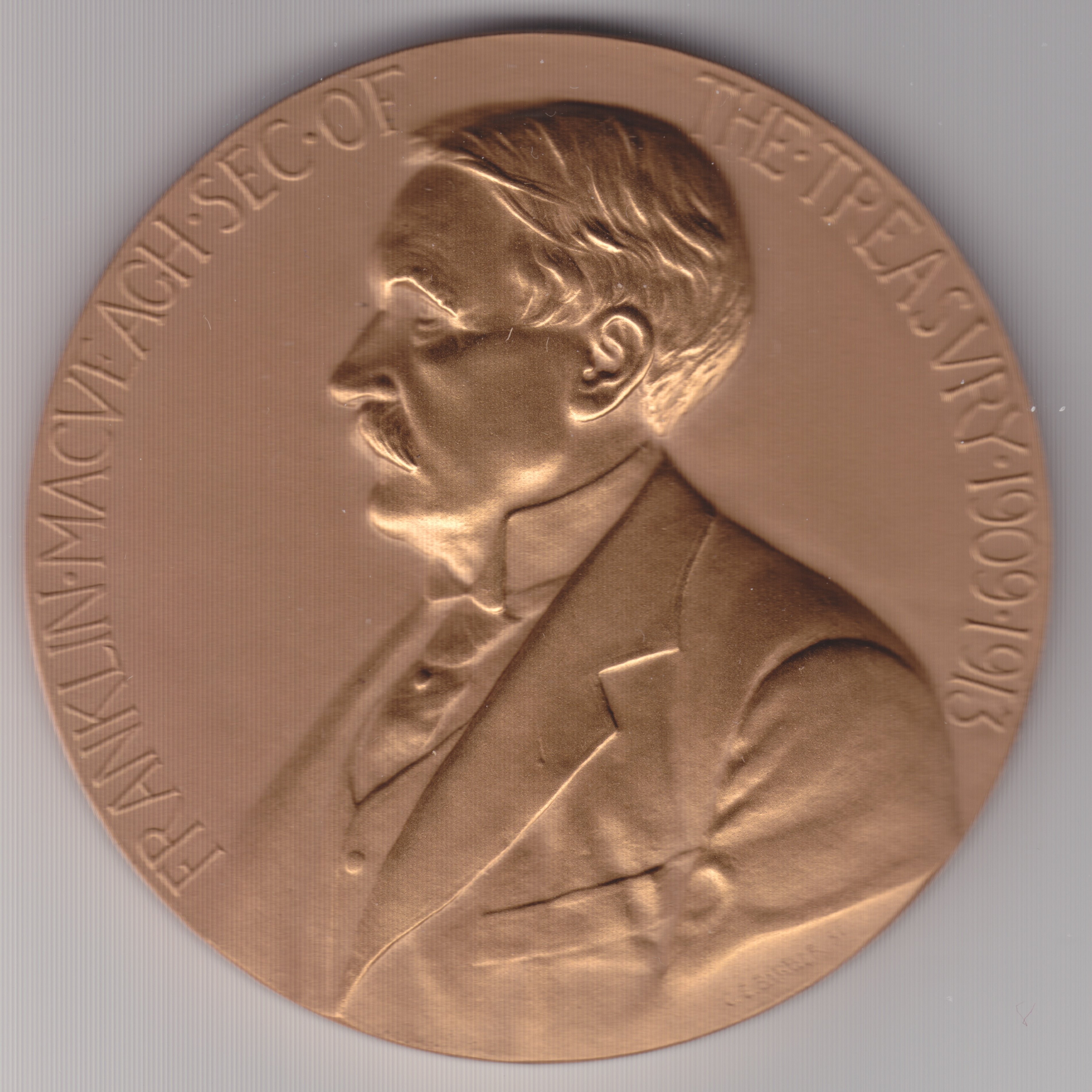
Изображение Франклина Маквея на медали

Инициалы Бреннера «V. D. B.», расположенные на основании реверса, вызвали критику. 5 августа Маквей распорядился прекратить выпуск монет и заменить инициалы гравёра одной буквой «B». Выпуск монет без инициалов вызвал бы трёхдневную задержку в чеканке; замена одной монограммы другой — 14-дневную. Помощник секретаря Департамента казначейства США Эллиот Нортон после встречи с главным гравёром монетного двора Барбером распорядился чеканить монеты без каких-либо инициалов. Удаление букв не должно было привести к изменению дизайна монеты, так как это противоречило закону. Мотив Барбера по удалению инициалов заключался также в том, что, являясь критиком цента с изображением Линкольна, он не хотел, чтобы монограмма «B», помещённая на созданные им до этого монеты (10, 25 и 50 центов), связывалась с его именем.
Бреннер выступил против удаления своих инициалов, но его протесты учтены не были. Чеканка монет без монограммы Бреннера началась 12 августа 1909 года. Во время остановки производства собственники торговых автоматов начали жаловаться, что новые центы слишком велики для их машин. Главный гравёр монетного двора Барбер был отозван из отпуска, чтобы разобраться с возникшими жалобами. Лич распорядился провести соответствующие изменение, но Барбер высказался против. В конечном итоге его мнение возобладало. Монеты не претерпели дальнейших изменений. Производители торговых автоматов были вынуждены провести в своих машинах соответствующие изменения. К концу 1909 года в обращении находилось более 100 миллионов экземпляров новых монет.
По мнению автора книги «Ренессанс американских монет» Бардетта, требование Маквея удалить инициалы Бреннера свидетельствует о его некомпетентности. Традиция помещения монограммы гравёра на монету существовала и существует, как до, так и после описываемых событий.

## История обращения

### Пшеничный цент (1909—1958)

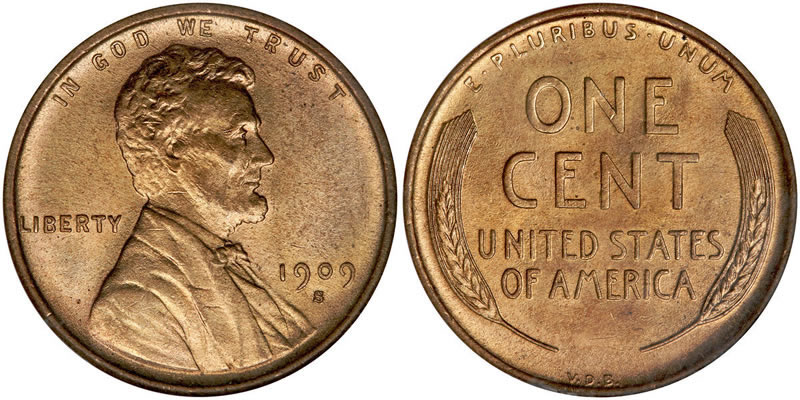
Изображение наиболее редкой разновидности пшеничного цента — 1909-S с инициалами «V. D. B.» на основании реверса

В 1909 году было отчеканено две разновидности монеты — с инициалами Бреннера и без на монетных дворах Филадельфии и Сан-Франциско. На центах, произведённых в Сан-Франциско, под годом на аверсе размещалась небольшая буква «S». Цент 1909 года с монограммой Бреннера, отчеканенный в Сан-Франциско (обозначается как 1909-S VDB), является самым редким, в сравнении с другими монетами серии. Их суммарный тираж составляет 484 тысячи. С 1911 года монеты также стали чеканить в Денвере. На них под годом помещена небольшая буква «D». В дальнейшем монета чеканилась на трёх монетных дворах огромными тиражами. В 1916 году Барбер несколько видоизменил дизайн монеты, сделав щеку и пальто Линкольна менее рельефными. Эти нововведения были направлены на увеличение срока жизни штемпеля.
В 1917 году военные трудности привели к нехватке центовых монет. К тому времени цент с изображением Линкольна ещё не вытеснил своего предшественника — цента с изображением индейца. Потребность в одноцентовиках значительно повысилась после введения налога на роскошь. В 1918 году инициалы Бреннера вновь были помещены на монету в области плеча Линкольна.
1922 год в экономике США был отмечен рецессией. Снижение экономической активности привело к уменьшению потребности в количестве монет для нужд коммерческой деятельности. В описываемое время штемпеля для чеканки монет производились только на монетном дворе Филадельфии. В 1922 году ни в Филадельфии, ни в Сан-Франциско центы не чеканились. При этом монетный двор Денвера имел заказы на производство одноцентовых монет. Руководители этого монетного двора обратились в Филадельфию с просьбой предоставить им необходимое количество штемпелей. Филадельфийский двор не мог выполнить данный запрос, так как был занят производством штемпелей для мирного доллара. Выполнение заказов Денвером было под угрозой. В связи с этим, в Денвере были использованы наспех приготовленные штемпеля плохого качества. Это привело к ухудшению качества монет. Экземпляры цента низкого качества 1922 года являются относительно редкими и имеют бо́льшую нумизматическую стоимость в сравнении с другими монетами данной серии.
По прошествии 25-летнего периода, во время которого дизайн монеты не мог быть изменён без согласования с Конгрессом, предложений ввести новый монетный тип не было. Начиная с 1936 года чеканка центов качества пруф была возобновлена после 20-летнего перерыва. Они производились только на монетном дворе Филадельфии с использованием штемпелей, отполированных до зеркального блеска.
В 1941 году, в связи с военными трудностями, США испытывали недостаток в меди и олове. Под руководством монетного двора начали проводиться эксперименты по созданию монет из различных металлических и неметаллических компонентов, включая органическое стекло и пластик. Были рассмотрены варианты смены дизайна. Во время проведения экспериментов производство бронзовых центов значительно сократилось в июле 1942 года и прекратилось в декабре того же года. 19 декабря 1942 года Конгресс разрешил монетному двору изменить состав цента. Через 5 дней министр финансов Генри Моргентау заявил, что новые монеты будут состоять из стальной сердцевины, покрытой цинком. Цинк и железо создают электромагнитную пару; оба металла подвержены коррозии. В монетный двор стали поступать многочисленные жалобы о быстрой порче монет. Также новые центы по цвету и размеру были похожи на дайм (10 ¢), что приводило к частым ошибкам. Моргентау даже предложил технологически делать монеты более тёмными.
В декабре 1943 года министерство финансов заявило о прекращении выпуска стальных центов. Монеты стали чеканить из меди (95 %) и цинка (5 %) (центы до 1943 года содержали небольшую примесь олова). Часть металла планировали получать за счёт переплавки гильз. После войны министерство финансов стало изымать из обращения стальные центы. Выведение их из оборота проводилось тайно, без оповещения общества, так как в противном случае монеты бы сохранялись людьми с целью последующей перепродажи. По ошибке было отчеканено небольшое количество бронзовых центов в 1943 году и стальных в 1944. Данные экземпляры представляют большую нумизматическую ценность. Уникальный экземпляр бронзового цента, отчеканенный в Денвере, был продан в сентябре 2010 года за $1,7 млн. На рынке существует много подделок. Стальные центы 1943 года покрывают медью, с целью значительного их удорожания. Отличить такую подделку легко. В отличие от меди сталь притягивается магнитом. С 1946 года состав одноцентовой монеты вновь стал аналогичным довоенному.
В 1952 году монетный двор рассматривал смену изображения на пшеничном центе новым дизайном, разработанным главным гравёром Гилроем Робертсом. Служащие монетного двора решили, что администрация новоизбранного президента-республиканца Дуайта Эйзенхауэра негативно отнесётся к замене изображения первого президента-республиканца Линкольна, и закрыли вопрос.
В 1955 году в связи с технологической ошибкой было отчеканено и пущено в обиход несколько тысяч монет с дублированием изображения.

### Цент с мемориалом Линкольну (1958—2008)

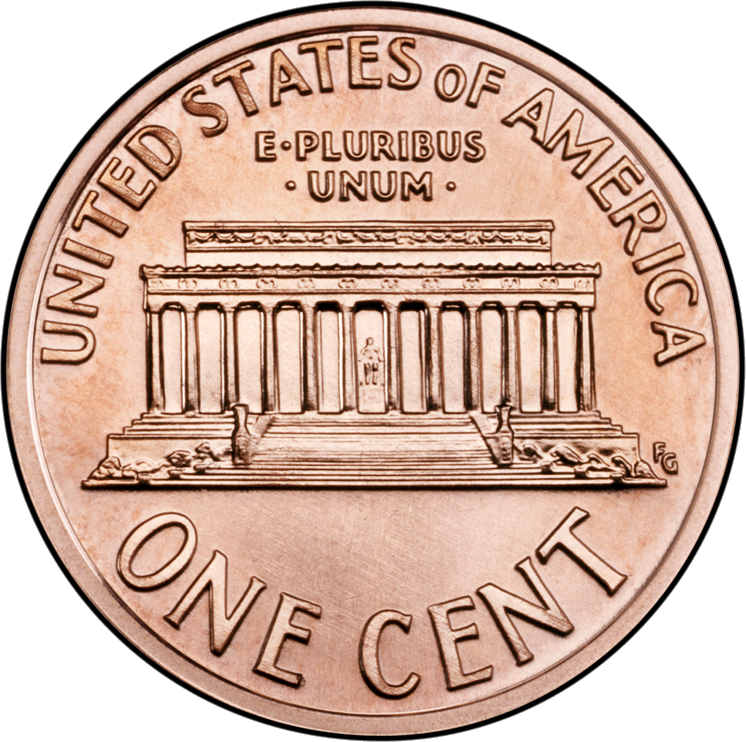
Реверс цента с мемориалом Линкольну

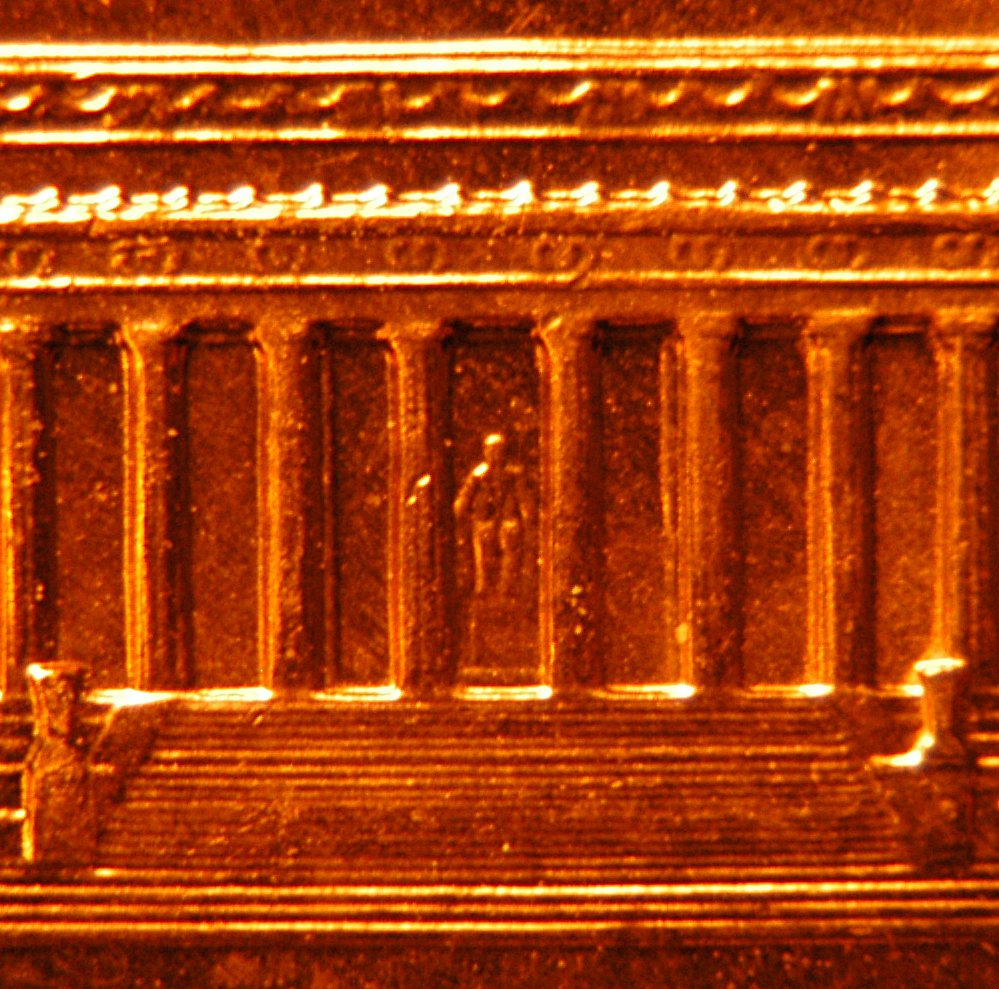
Статуя Линкольна между колоннами мемориала

21 декабря 1958 года пресс-секретарь Эйзенхауэра Джеймс Хагерти издал пресс-релиз, в котором речь шла о начале выпуска 2 января 1959 года монеты с новым типом реверса. Изображение было разработано гравёром Франком Гаспарро совместно с комиссией по празднованию 150-летия со дня рождения Линкольна. На новой монете изображался мемориал Линкольну в Вашингтоне. Дизайн был лично одобрен президентом Эйзенхауэром и министром финансов Робертом Андерсоном. Монета официально поступила в обращение 12 февраля 1959 года, в день 150-летия Линкольна. При этом некоторые экземпляры попали в частные руки до указанной даты.
Выбранный вариант дизайна был создан гравёром Франком Гаспарро, который ни разу не видел сам мемориал Линкольну. Министру финансов изображение понравилось. Нумизматы восприняли новую монету критически. Изображение впоследствии было названо «выглядящим, как троллейбус» и «художественным несчастьем» (англ. an artistic disaster).
В 1964 году цены на серебро резко повысились. В обращении находились серебряные монеты номиналом 10, 25 и 50 центов. В 1965 году президент Линдон Джонсон подписал монетный акт, который ограничивал чеканку серебряных монет. В результате серебряные монеты по закону Грешема стали массово выводиться из оборота. Люди предпочитали сохранять у себя серебряные монеты, расплачиваясь монетами из обычных металлов. В результате в стране стал ощущаться дефицит разменных монет. Возникшая неразбериха вследствие изменения монетного оборота привела к ряду последствий для цента. Центы, датированные 1964 годом, чеканились в 1965, а датированные 1965-м годом — в 1966.
Цены на медь в 1973 году значительно выросли. Создавалась парадоксальная ситуация — стоимость металла в монете была выше, чем её номинальная стоимость. Люди начали сохранять центы у себя, выводя их из обращения, в надежде в будущем получить выгоду от переплавки. В этой ситуации монетный двор решил выпустить алюминиевый цент. В 1973 году было отчеканено 1,5 миллиона экземпляров, датированных 1974 годом. Производители торговых автоматов, протестировав новые центы, обратились в Конгресс с просьбой не пускать их в обиход. Они мотивировали своё заявление тем, что им придётся заменять множество торговых автоматов, которые не принимают новые монеты. Монетный двор был вынужден отказаться от выпуска алюминиевых центов. Директор монетного двора Мэри Брукс попросила членов Конгресса вернуть выданные им ранее тестовые экземпляры. 14 экземпляров возвращены не были. На данный момент известно о 2 сохранившихся алюминиевых центах.
В 1981 году, после очередного подъёма цены на медь, монетный двор решил выпускать одноцентовые монеты из цинка, покрытого медью. После ряда процедурных моментов цинковые центы были впервые отчеканены 7 января 1982 года на монетном дворе Вест Пойнта. В Денвере медные центы производились вплоть до 21 октября 1982 года. Незначительные изменения в дизайне аверса монет были сделаны в 1990-х и начале 2000-х годов.

### Центы 2009 года в честь 200-летия Линкольна
Монетный акт 2005 года, утверждённый президентом, утверждал смену дизайна реверса центовых монет в 2009 году — в честь 200-летия со дня рождения Линкольна. Был утверждён выпуск 4 типов монет, которые символически изображали основные периоды жизни Линкольна — детство и юность в штатах Кентукки и Индиана, профессиональную карьеру юриста в Спрингфилде и период президентства. 22 сентября 2008 года в мемориале Линкольну были официально представлены рисунки с новыми изображениями.
- Рождение и детство в Кентукки. На монете изображена изба, в которой родился Линкольн. Дизайн был разработан гравёром Ричардом Мастерсом и скульптором Джимом Ликарецем[65].
- Годы в Индиане. В молодые годы будущий президент подрабатывал разнообразными способами — на почте, лесорубом, землемером и лодочником. На монете изображён Линкольн, читающий в перерыве между работой книгу. Дизайн разработан Чарльзом Викерсом. Введён в обиход 14 мая 2009 года[65][66].
- Работа в Иллинойсе. Молодой адвокат Линкольн произносит речь на фоне здания Капитолия в Спрингфилде. Дизайн подготовлен гравёром Джоэлем Исковичем и скульптором Доном Эверхартом[65]. Введена в обращение 13 августа 2009 года[66].
- Период президентства. Изображён недостроенный Капитолий. По настоянию Линкольна, желавшего подчеркнуть единство нации, Капитолий достраивался во время Гражданской войны Севера и Юга[65]. Дизайн подготовлен гравёром Сьюзен Гембл и скульптором Джозефом Менна. Монета введена в обиход 12 ноября 2009 года[66].

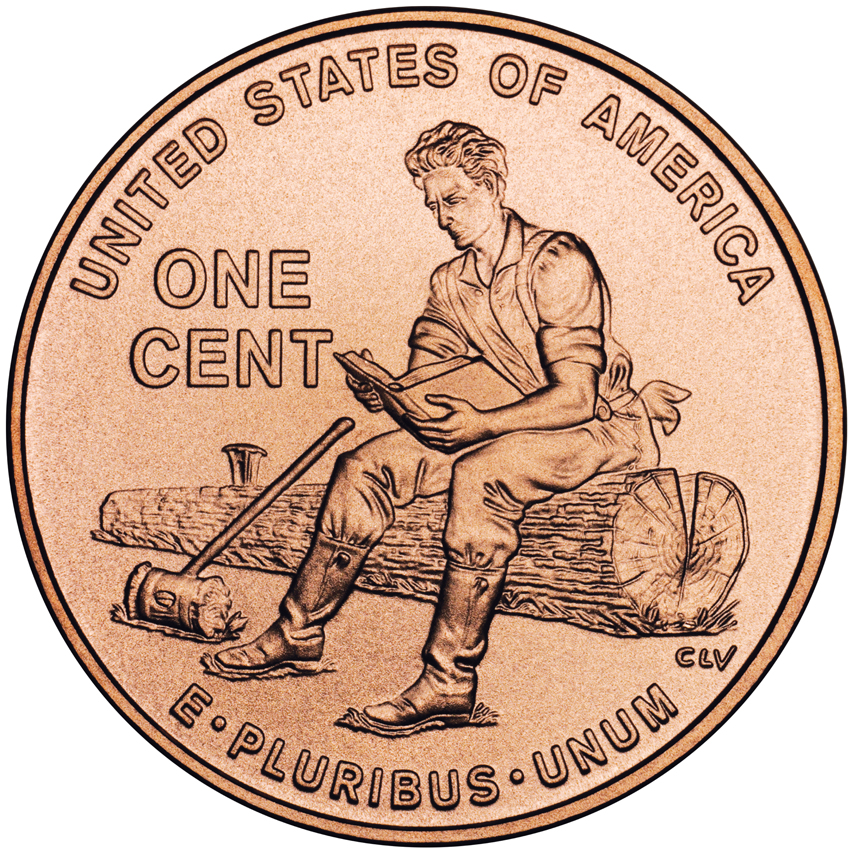
Юность Линкольна

### Цент со щитом (введён в обращение в 2010 году)
Согласно президентскому монетному акту с 2010 года одноцентовые монеты должны были содержать «изображение, символизирующее сохранение Линкольном США, как единого и объединённого государства». 16 апреля 2009 года комиссия по изобразительному искусству предложила дизайн, содержавший 13 пучков пшеницы, связанных воедино, как символ американского единства. Вариант был отклонён, так как напоминал немецкие монеты 1920-х годов. В результате был принят дизайн, находящийся на современных монетах. Новые монеты были официально представлены и введены в оборот рядом с президентской библиотекой в родном городе Линкольна Спрингфилде 11 февраля 2010 года.

## Состав монеты
За более чем 100-летнюю историю выпуска центов с изображением Линкольна их состав менялся.
С 1909 по 1942 и с 1943 по 1982 годы они чеканились из бронзы — 95 % меди с 5 %-ной примесью олова и цинка (в 1944—1946 годах — цинк без олова). В 1943 году центы производились из стали, покрытой цинком. С 1982 года монеты чеканятся из цинка (с 0,8 % меди), покрытого чистой медью (суммарный состав 97,5 % цинка и 2,5 % меди). Масса монеты снизилась с 3,11 г до 2,5 г.
Переход на иной материал не произошёл одномоментно и не был привязан к началу календарного года. Каждый монетный двор, чеканивший 1 цент для регулярного выпуска производил монеты, датированные 1982 годом как из бронзы, так и из цинка. Кроме того, в этом же году изменился штемпель монеты. Таким образом, официально насчитывается семь разновидностей монеты 1982 года:
- 1982 бронза крупная дата
- 1982 бронза мелкая дата
- 1982 цинк крупная дата
- 1982 цинк мелкая дата
- 1982-D бронза крупная дата
- 1982-D цинк крупная дата
- 1982-D цинк мелкая дата[70]

Вес бронзовых монет составляет 3,11 г, стальных — 2,7 г, цинковых — 2,5 г.

## Тираж
Монета чеканилась громадными тиражами. За всё время было выпущено более 400 миллиардов экземпляров.
Одноцентовые монеты чеканились на трёх монетных дворах. О происхождении монеты свидетельствует небольшая буква на аверсе снизу от года:
- отсутствует — монетный двор Филадельфии, штат Пенсильвания
- D — монетный двор Денвера, штат Колорадо
- S — монетный двор Сан-Франциско, штат Калифорния

### Тираж пшеничного цента по годам
| Год                                               | Отчеканено в Филадельфии            | Отчеканено в Денвере | Отчеканено в Сан-Франциско |
| ------------------------------------------------- | ----------------------------------- | -------------------- | -------------------------- |
| 1909 (с монограммой гравёра VDB) (без монограммы) | 27 995 000 (1194) 72 700 000 (2618) |                      | 484 000 1 825 000          |
| 1910                                              | 146 798 813 (2405)                  |                      | 6 045 000                  |
| 1911                                              | 101 176 054 (2411)                  | 12 672 000           | 4 026 000                  |
| 1912                                              | 68 150 915 (2145)                   | 10 411 000           | 4 431 000                  |
| 1913                                              | 76 529 504 (2848)                   | 15 804 000           | 6 101 000                  |
| 1914                                              | 75 237 067 (1365)                   | 1 193 000            | 4 137 000                  |
| 1915                                              | 29 090 970 (1150)                   | 22 050 000           | 4 833 000                  |
| 1916                                              | 131 832 627 (1050)                  | 35 956 000           | 22 510 000                 |
| 1917                                              | 196 429 785                         | 55 120 000           | 32 620 000                 |
| 1918                                              | 288 104 634                         | 47 830 000           | 34 680 000                 |
| 1919                                              | 392 021 000                         | 57 154 000           | 139 760 000                |
| 1920                                              | 310 165 000                         | 49 280 000           | 46 220 000                 |
| 1921                                              | 39 157 000                          |                      | 15 274 000                 |
| 1922                                              |                                     | 7 160 000            |                            |
| 1923                                              | 74 723 000                          |                      | 8 700 000                  |
| 1924                                              | 75 178 000                          | 2 520 000            | 11 696 000                 |
| 1925                                              | 139 949 000                         | 22 580 000           | 26 380 000                 |
| 1926                                              | 157 088 000                         | 28 020 000           | 4 550 000                  |
| 1927                                              | 144 440 000                         | 27 170 000           | 14 276 000                 |
| 1928                                              | 134 116 000                         | 31 170 000           | 17 266 000                 |
| 1929                                              | 185 262 000                         | 41 730 000           | 50 148 000                 |
| 1930                                              | 157 415 000                         | 40 100 000           | 24 286 000                 |
| 1931                                              | 19 396 000                          | 4 480 000            | 866 000                    |
| 1932                                              | 9 062 000                           | 10 500 000           |                            |
| 1933                                              | 14 360 000                          | 6 200 000            |                            |
| 1934                                              | 219 080 000                         | 28 446 000           |                            |
| 1935                                              | 245 388 000                         | 47 000 000           | 38 702 000                 |
| 1936                                              | 309 632 000 (5569)                  | 40 620 000           | 29 130 000                 |
| 1937                                              | 309 170 000 (9320)                  | 50 430 000           | 34 500 000                 |
| 1938                                              | 156 682 000 (14 374)                | 20 010 000           | 15 180 000                 |
| 1939                                              | 316 466 000 (13 520)                | 15 160 000           | 52 070 000                 |
| 1940                                              | 586 810 000 (15 872)                | 81 390 000           | 112 940 000                |
| 1941                                              | 887 018 000 (21 100)                | 128 700 000          | 92 360 000                 |
| 1942                                              | 657 796 000 (32 600)                | 206 698 000          | 85 590 000                 |
| 1943                                              | 684 628 670                         | 217 660 000          | 191 550 000                |
| 1944                                              | 1 435 000 000                       | 430 578 000          | 282 760 000                |
| 1945                                              | 1 040 515 000                       | 266 268 000          | 181 770 000                |
| 1946                                              | 991 655 000                         | 315 690 000          | 198 100 000                |
| 1947                                              | 190 555 000                         | 194 750 000          | 99 000 000                 |
| 1948                                              | 317 570 000                         | 172 637 500          | 81 735 000                 |
| 1949                                              | 217 775 000                         | 153 132 500          | 64 290 000                 |
| 1950                                              | 272 635 000 (51 386)                | 334 950 000          | 118 505 000                |
| 1951                                              | 284 576 000                         | 625 355 000          | 136 010 000                |
| 1952                                              | 186 775 000 (81 980)                | 746 130 000          | 137 800 004                |
| 1953                                              | 256 755 000 (128 800)               | 700 515 000          | 181 835 000                |
| 1954                                              | 71 640 050 (233 300)                | 251 552 500          | 96 190 000                 |
| 1955                                              | 330 580 000 (378 200)               | 563 257 500          | 44 610 000                 |
| 1956                                              | 420 745 000 (669 384)               | 1 098 201 100        |                            |
| 1957                                              | 282 540 000 (1 247 952)             | 1 051 342 000        |                            |
| 1958                                              | 252 525 000 (875 652)               | 800 953 300          |                            |

(В скобках обозначено количество монет качества пруф)
Суммарный тираж монеты составляет более 20 миллиардов экземпляров.

### Тираж цента с мемориалом Линкольну по годам
| Год  | Отчеканено в Филадельфии  | Отчеканено в Денвере | Отчеканено в Сан-Франциско |
| ---- | ------------------------- | -------------------- | -------------------------- |
| 1959 | 609 715 000 (1 149 291)   | 1 279 760 000        |                            |
| 1960 | 586 405 000 (1 691 602)   | 1 580 884 000        |                            |
| 1961 | 753 345 000 (3 028 244)   | 1 753 266 700        |                            |
| 1962 | 606 045 000 (3 218 019)   | 1 793 148 400        |                            |
| 1963 | 754 110 000 (3 075 645)   | 1 774 020 400        |                            |
| 1964 | 2 648 575 000 (3 950 762) | 3 799 071 500        |                            |
| 1965 | 1 497 224 900 (2 360 000) |                      |                            |
| 1966 | 2 188 147 783 (2 261 583) |                      |                            |
| 1967 | 3 048 667 100 (1 863 344) |                      |                            |
| 1968 | 1 707 880 970             | 2 886 269 600        | 258 270 001 (3 041 506)    |
| 1969 | 1 136 910 000             | 4 002 832 200        | 544 375 000 (2 934 631)    |
| 1970 | 1 898 315 000             | 2 891 438 900        | 690 560 004 (2 632 810)    |
| 1971 | 1 919 490 000             | 2 911 045 600        | 525 133 459 (3 220 733)    |
| 1972 | 2 933 255 000             | 2 665 071 400        | 376 939 108 (3 260 996)    |
| 1973 | 3 728 245 000             | 3 549 576 588        | 317 177 295 (2 760 339)    |
| 1974 | 4 232 140 523             | 4 235 098 000        | 409 426 660 (2 612 568)    |
| 1975 | 5 451 476 142             | 4 505 275 300        | (2 845 450)                |
| 1976 | 4 674 292 426             | 4 221 592 455        | (4 149 730)                |
| 1977 | 4 469 930 000             | 4 194 062 300        | (3 251 152)                |
| 1978 | 5 558 605 000             | 4 280 233 400        | (3 127 781)                |
| 1979 | 6 018 515 000             | 4 139 357 254        | (3 677 175)                |
| 1980 | 7 414 705 000             | 5 140 098 660        | (3 554 806)                |
| 1981 | 7 491 750 000             | 5 373 235 677        | (4 063 083)                |
| 1982 | 10 712 525 000            | 6 012 979 368        | (3 857 479)                |
| 1983 | 7 752 355 000             | 6 467 199 428        | (3 279 126)                |
| 1984 | 8 151 079 000             | 5 569 238 906        | (3 065 110)                |
| 1985 | 5 648 489 887             | 5 287 399 926        | (3 362 821)                |
| 1986 | 4 491 395 493             | 4 442 866 698        | (3 010 497)                |
| 1987 | 4 682 466 931             | 4 879 389 514        | (4 227 728)                |
| 1988 | 6 092 810 000             | 5 253 740 443        | (3 262 948)                |
| 1989 | 7 261 535 000             | 5 345 467 111        | (3 220 194)                |
| 1990 | 6 851 765 000             | 4 922 894 533        | (3 299 559)                |
| 1991 | 5 165 940 000             | 4 158 442 076        | (2 867 787)                |
| 1992 | 4 648 905 000             | 4 448 673 300        | (4 176 560)                |
| 1993 | 5 684 705 000             | 6 426 650 571        | (3 394 792)                |
| 1994 | 6 500 850 000             | 7 131 765 000        | (3 269 923)                |
| 1995 | 6 411 440 000             | 7 128 560 000        | (2 797 481)                |
| 1996 | 6 612 465 000             | 6 510 795 000        | (2 525 265)                |
| 1997 | 4 622 800 000             | 4 576 555 000        | (2 796 678)                |
| 1998 | 5 032 200 000             | 5 225 200 000        | (2 086 507)                |
| 1999 | 5 237 600 000             | 6 360 065 000        | (2 543 401)                |
| 2000 | 5 503 200 000             | 8 774 220 000        | (3 082 483)                |
| 2001 | 4 959 600 000             | 5 374 990 000        | (2 294 043)                |
| 2002 | 3 260 800 000             | 4 028 055 000        | (2 277 720)                |
| 2003 | 3 300 000 000             | 3 548 000 000        | (3 298 439)                |
| 2004 | 3 379 600 000             | 3 456 400 000        | (2 965 422)                |
| 2005 | 3 935 600 000             | 3 764 450 500        | (3 344 679)                |
| 2006 | 4 290 000 000             | 3 944 000 000        | (3 054 436)                |
| 2007 | 3 762 400 000             | 3 638 800 000        | (2 259 847)                |
| 2008 | 2 558 800 000             | 2 849 600 000        | (1,998,108)                |
| 2010 | 1 963 630 000             | 2 047 200 000        |                            |
| 2011 | 2 402 400 000             | 2 536 140 000        |                            |
| 2012 | 3 132 000 000             | 2 883 200 000        |                            |
| 2013 | 3 750 400 000             | 3 319 600 000        |                            |
| 2014 | 3 990 800 000             | 4 155 600 000        |                            |
| 2015 | 4 691 300 000             | 4 674 000 000        |                            |
| 2016 |                           |                      |                            |
| 2017 |                           |                      |                            |
| 2018 |                           |                      |                            |
| 2019 |                           |                      |                            |
| 2020 |                           |                      |                            |

(В скобках обозначено количество монет качества пруф)
Суммарный тираж монеты составляет более 430 миллиардов экземпляров.

### Тираж центов 2009 года в честь 200-летия Линкольна
| Тип                  | Отчеканено в Филадельфии | Отчеканено в Денвере |
| -------------------- | ------------------------ | -------------------- |
| Рождение и детство   | 284 800 000              | 350 000 000          |
| Юность               | 376 000 000              | 363 600 000          |
| Карьера юриста       | 316 000 000              | 336 000 000          |
| Период президентства | 129 600 000              | 198 000 000          |

Суммарно в 2009 году было отчеканено 2 миллиарда 354 миллионов одноцентовых монет.